# Río Cenicero
El río Cenicero o estero del Cenicero es un curso de agua que nace en la cordillera de los Andes y que fluye en la Región de Coquimbo. Con dirección general oeste hasta desembocar en el río Illapel.
Este curso de agua es llamado estero del Cenicero por Luis Risopatrón, y Hans Niemeyer advierte que lo nombran río Cenicero.: 286 

## Trayecto
El río Cenicero es el primer principal formativo del río Illapel que nace en la cordillera de los Andes, Tras su nacimiento recorre hacia el oeste por un cajón estrecho de altas laderas y gira al oeste hasta la confluencia con el río Negro (Illapel) para formar el río Illapel.

## Caudal y régimen
La subcuenca del río Illapel desde su origen en la cordillera a su desembocadura en el río Choapa, posee un régimen nival, con poca influencia pluvial en la parte baja del río, esto es la parte del estero del Cenicero. En años húmedos los mayores caudales se observan entre noviembre y diciembre, producto de deshielos cordilleranos. En años con pocas lluvias los caudales permanecen constantes a lo largo del año, con solo pequeños aumentos en junio a octubre, producto de bajas precipitaciones invernales. En la parte baja del río Illapel se observan severos estiajes entre noviembre y abril, debido principalmente al uso del agua para el riego de zonas agrícolas ubicadas a orillas de este río. El período de menores caudales para esta subcuenca ocurre en el trimestre abril-junio.: 53 

## Historia
Luis Risopatrón escribió en 1924 en su obra Diccionario Jeográfico de Chile como un estero:: 195 
Cenicero (Estero del). Este corto curso i caudal, recibe las aguas de la falda W del cordón limitaneo con la Arjentina, corre hacia el SW, se junta con el rio Negro i forma el rio Illapel.